# ステファニー (1987年生の歌手)
ステファニー（英語: Stephanie、アルメニア語: Ստեֆանի、1987年8月5日 - ）は、日本の歌手・女優。東京都在住。青山学院大学法学部卒業。身長165cm。血液型はAB型。国籍は日本。キャッチコピーは5オクターブの歌姫。
2015年5月にオーストリアのウィーンで行われるユーロビジョン・ソング・コンテスト2015のアルメニア代表として結成されたグループ・ジェネアロジーの一員として出場する。ジェネアロジーは、世界各地に散在するアルメニア人ディアスポラから成る。パフォーマンスダンスユニット「Runningman Tokyo」のボーカルを担当している。

## 人物
山口県出身の日本人の母とアルメニア系アメリカ人の父を持つ。ハイトーンな歌声はスーパークリアハイトーンボイスとキャッチコピーが付けられている。
青山学院高等部からの親友でモデルの太田莉菜と交友関係がある。日本テレビ系『音楽戦士 MUSIC FIGHTER』「新入戦士」コーナーに出演した際には太田が推薦人としてVTR出演した。
歌手を志すようになったのはクリスティーナ・アギレラの曲を聴いて憧れを抱いたことから。楽曲すべてにおいて自身で作詞を手掛けている。（作詞者としてはSTEPHANIE表記でJASRACに登録されている）好きなアーティストとして公言しているのはクリスティーナ・アギレラの他に、マイケル・ジャクソン、マライア・キャリー、レディー・ガガ、クイーン、マドンナ等。
好きな食べ物は魚介類。以前はサバ（特にバッテラ）が好きであったが、今はエビが一番大好き。料理にタバスコを入れるくらい辛い食べ物が好物である。

## 略歴
- 13歳の頃に音楽プロデューサーのジョー・リノイエにデモビデオテープ（shelaの「sepia」を歌唱する内容が『ミュージックステーション』に出演した際に公開された）を送付する。同時期に独学でボイストレーニングを始め、声域を拡大することに成功する。
- 14歳の頃にそれまで住んでいたカリフォルニア州から神奈川県横浜市へ引っ越す。
- 2007年5月30日、シングル「君がいる限り」でSME RECORDSよりデビュー。デビュー前日までは顔や詳しいプロフィールは伏せられていた。同日、フジテレビ系『めざましテレビ』旬速エンタのコーナーで特集が組まれ、初めてテレビ番組に出演する。
- 2007年6月8日、テレビ朝日系『ミュージックステーション』で初めて音楽番組に出演する。
- 2007年12月30日、第49回日本レコード大賞新人賞を「君がいる限り」で受賞する。
- 2008年1月30日、シングル「フレンズ」リリース。オリコン週間シングルチャートで初のトップ10入りを果たす。
- 2008年3月5日、ファーストアルバム『ステファニー』リリース。
- 2009年1月17日、映画『プライド』にて主人公の麻見史緒役で女優デビューを果たす。
- 2009年6月17日、セカンドアルバム『Colors of my Voice』リリース。
- 2010年2月26日、主演短編映画『It's All Good』がゆうばり国際ファンタスティック映画祭2010に出展・上映される。
- 2012年1月〜4月、「愛」をテーマにした楽曲を3ヶ月連続配信限定リリース（カバー2曲と新曲1曲）。
- 2015年1月27日に元ZOOのMARK、HISAMI等とパフォーマンスダンスユニット「Runningman Tokyo」を結成。再始動する。中西圭三プロデュースシングル「BECAUSE」が配信リリース。

## ディスコグラフィー
詳細は各作品の項目を参照。

### シングル
| 枚  | 発売日         | タイトル                                     |
| --- | -------------- | -------------------------------------------- |
| 1st | 2007年5月30日  | 君がいる限り                                 |
| 2nd | 2007年8月29日  | because of you                               |
| 3rd | 2007年12月12日 | Winter Gold                                  |
| 4th | 2008年1月30日  | フレンズ                                     |
| 5th | 2008年7月23日  | Changin' (ステファニー feat. 田中ロウマ名義) |
| 6th | 2009年1月14日  | Pride〜A Part of Me〜 feat.SRM               |
| 7th | 2009年4月29日  | FUTURE                                       |

### アルバム
| 枚  | 発売日        | タイトル           |
| --- | ------------- | ------------------ |
| 1st | 2008年3月5日  | ステファニー       |
| 2nd | 2009年6月17日 | Colors of my Voice |

### 配信
|     | 配信開始日                                                                  | タイトル      | 備考                 |
| --- | --------------------------------------------------------------------------- | ------------- | -------------------- |
| 1st | 2012年1月25日（着うた） 2012年2月8日（着うたフル/iTunes）                   | 永遠に        | ゴスペラーズのカバー |
| 2nd | 2012年2月29日（着うた） 2012年3月14日（着うたフル/iTunes）                  | 桜坂          | 福山雅治のカバー     |
| 3rd | 2012年3月28日（着うた） 2012年4月11日（iTunes） 2012年4月18日（着うたフル） | Precious Love |                      |

## ライブ
- ステファニー クリスタルライブ
  - 初ライブ（オフィシャルサイト応募での完全招待制）
  - 2007年6月13日：シェラトン・グランデ・トーキョーベイ・ホテル クリスタルチャペル
  - 2007年6月14日：リーガロイヤルホテル大阪 ザクリスタルチャペル
- mora presentsスペシャルライブ in September「中村中×ステファニー」
  - 初の一般招待制ライブ、中村中との出演
  - 2007年9月4日：東京都内
- ステファニー Winter Gold発売記念 Special Show Case
  - シングル『Winter Gold』初回プレス盤購入者対象招待制ライブ
  - 2008年1月26日：東京都内
  - 2008年1月27日：大阪府内
- MUV RINOIE PRESENTS Stephanie & 矢住夏菜 バレンタインライヴ
  - 矢住夏菜との出演
  - 2008年2月14日：恵比寿LIVE GATE TOKYO
- GUNDAMOO×CODE GEASS GO!GO! 5! FES'08 in 武道館
  - 『コードギアス 反逆のルルーシュ』『機動戦士ガンダム00』のスペシャルイベント、自身初となる武道館で「フレンズ」を披露
  - 2008年8月16日〜17日：日本武道館
- ワンマンライブ@渋谷DUO
  - 初のワンマンライブ
  - 2009年2月15日：Shibuya DUO -Music Exchange-
- スーパーロボット魂2009"春の陣"
  - ロボットアニメソングオンリーのライブに「フレンズ」で参加。
  - 2009年4月29日：Zepp Tokyo
- FAB STYLE vol.30 〜passion flower〜
  - まきちゃんぐ/arp/横田はるなとの出演
  - 2009年5月21日：表参道FAB
- "e!eggman live show" 090629
  - 矢住夏菜/Red Pepper Girlsとの出演
  - 2009年6月29日：shibuya eggman
- 「Colors of my Voice」購入者限定！スペシャルスタジオLIVE
  - 2ndアルバム「Colors of my Voice」購入・応募者10組20名招待ライブ
  - 2009年7月25日：Sony Music乃木坂ビル・スタジオ
- B.L.T.Girls☆Woodstock Vol.15 
  - COSMETICS produced by ROCKETMAN /Red Pepper Girls/amU /Rizumu /コスメティックロボット/Survivё-ZEROとの出演
  - 2009年8月8日：恵比寿LIVE GATE TOKYO
- ステファニー2ndワンマンライブ『Colors of my Voice』
  - 2ndワンマンライブ。初のライブグッズも発売
  - 2009年9月6日：SHIBUYA BOXX
- morph-tokyo 7周年スペシャルウィーク!!『夢で逢えたら』
  - Roche／B.Connection／SPiCY ORANGE／Fly Ants／Latteとの出演
  - 2009年11月5日：morph-tokyo
- ステファニー X'mas LIVE 2009〜1年で一番Winter Goldな日 with Stephanie〜  
  - 3rdワンマンライブ。初の全曲アコースティックで送るAcoustic LIVE
  - 2009年12月25日：Shibuya DUO -Music Exchange-
- ステファニー 4thワンマンLIVE〜あなたに届け〜
  - 4thワンマンライブ。この日の為に書き下ろした2曲の新曲「あなたに届け」と「100回分の大好き」を披露。
  - 2010年4月10日：原宿アストロホール
- アニサマ Girls Night
  - “女性が元気で美しくなれるように”をコンセプトに、アーティストもバンドも観客も女性限定のアニメソングライブ
  - 奥井雅美、麻生夏子、栗林みな実、下田麻美、新谷良子、Suara、飛蘭、May'n、今井麻美、佐藤ひろ美、中野愛子、美郷あき、と共演
  - 2010年10月31日：Zepp Osaka〜2010年11月3日：Zepp Tokyo
- DGO vol.11
  - Chiyo+／Cherie／ToySpeaker／近藤夏子との出演
  - 2011年4月25日：Shibuya DUO -Music Exchange-
- Girls Music Meeting♪
  - 2011年5月15日：宮地楽器Zippal Hall
  - jam／パンダミック／crowとの出演
- EVERLASTING MUNETAKA HIGUCHI 2013 6th MEMORIAL 樋口宗孝追悼ライブ vol.5
  - LOUDNESS、人間椅子、MAKE-UP（Nob、河野陽吾、白田一秀、JUNKO、山口昌人）、PANTHER、HIMAWARI、長野典二、Ni〜yaらと共演。
  - ステファニーはLOUDNESSの「Crazy Doctor」「Crazy Night」の2曲で参加[2]。
  - 2013年11月30日 Zepp Tokyo

## 出演

### テレビ番組
- めざましテレビ（フジテレビ系、2007年5月30日）
- ミュージックステーション（テレビ朝日系、2007年6月8日・8月31日）
- MUSIC JAPAN（NHK、2007年6月15日・9月28日）
- 月刊MelodiX!（テレビ東京、2007年8月25日・2008年1月26日）
- 音時間（テレビ東京、2007年9月25日）
- HEY!HEY!HEY! MUSIC CHAMP（フジテレビ系、2007年12月3日）
- ショーパン（フジテレビ系、2007年12月11日）
- 第49回日本レコード大賞（TBS系、2007年12月30日）
- 音楽戦士 MUSIC FIGHTER（日本テレビ系、2008年2月1日）
- saku saku（テレビ神奈川、2008年3月3日-3月8日・2008年8月11日-8月15日）
- 爽食卓（TBS、2010年6月19日）

### ラジオ番組
- HotStuff extra feat.ステファニー（e-radio、2007年9月29日）
- 初レギュラーラジオ『浦和ンクールじゃ困ります』ステファニー/布施貴美子（REDS WAVE、2009年6月24日〜現在も放送中であるが2011年5月26日でステファニーは卒業）